# Usan-dong, Gwangsan-gu, Gwangju
Usan-dong (koreanska: 우산동) är en stadsdel i stadsdistriktet Gwangsan-gu i staden Gwangju i den sydvästra delen av Sydkorea,  270 km söder om huvudstaden Seoul.